# Шнайдер, Ханс Эрнст
Ханс Эрнст Шнайдер (нем. Hans Ernst Schneider; 15 декабря 1909, Кёнигсберг, Германская империя — 18 декабря 1999, Марквартштайн, ФРГ) — немецкий литературовед, руководящий сотрудник Аненербе, гауптштурмфюрер СС.

## Биография

### Ранние годы
Родился в семье страхового агента. В 1928—1932 гг. изучал литературу и историю культуры в Кёнигсберге, Берлине и Вене. В 1932 г. вступил в Национал-социалистический союз студентов Германии. В 1933 г. участвовал в качестве члена Добровольной рабочей службы (предшественницы Имперской службы труда) в строительных работах в дельте Немана.

### Деятельность в Третьем рейхе
В 1933 г. вступил в СА, в 1937 г. — в НСДАП и СС. В 1935 г. защитил в Кёнигсбергском университете кандидатскую диссертацию, касавшуюся Тургенева и германской литературы.
С 1938 года работал в Главном управлении СС по вопросам расы и поселения, был начальником отдела в Личном штабе рейхсфюрера СС; также руководил «Германским управлением» Аненербе. Редактор журнала СС «Мировая литература».
В 1940—1942 гг. находился в оккупированных Нидерландах, где курировал работу с коллаборационистами и занимался выпуском фёлькиш-пропаганды при высшем руководителе СС и полиции в Гааге Хансе Ройтере. Также отвечал за замещение университетских кадров Нидерландов и Бельгии нацистами и коллаборационистами. Есть информация, что Шнайдер поставлял медицинские инструменты из Нидерландов Зигмунду Рашеру и занимался изъятием результатов лабораторных исследований в ходе экспериментов над людьми в концентрационном лагере Дахау, однако его прямое участие в этом впоследствии не было доказано.
Ближе к поражению Третьего рейха Шнайдер бежал из Берлина в Любек, где, используя свои старые связи в СД, изготовил себе поддельные документы на имя Ханса Шверте.

### Жизнь под другим именем
В 1946 г. жена Шнайдера объявила, что её муж погиб в последние дни войны в боях за Берлин. Год спустя она вышла замуж за Ханса Шверте, якобы дальнего родственника покойного мужа. Ханс Шверте утверждал, что родился в 1910 г. в Хильдесхайме. Он начал повторно учиться в Гамбурге и Эрлангене и в 1948 г. повторно защитил кандидатскую диссертацию. При этом циркулировали слухи, что в биографии Шверте есть некоторые несостыковки. С 1954 г. Шверте выпускал книжную серию «Образы нашего времени», к работе над которой привлёк как своих бывших коллег из СД и СС, так и ряд лиц, которых насильно заставили покинуть Германию после прихода к власти нацистов.
В 1958 г. последовала докторская диссертация Шверте на тему «Фауст и фаустовское — глава из германской идеологии». С 1964 г. экстраординарный профессор и руководитель отдела по театроведению немецкого семинара в Эрлангене, с 1965 г. — профессор новейшей германской литературы Рейнско-Вестфальского технического университета Аахена. В 1970—1973 гг. ректор в Аахене. В 1976—1981 гг. уполномоченный по делам отношений между высшими школами земли Северный Рейн-Вестфалия и Бельгии и Нидерландов. Что любопытно, за некоторые из данных нидерландских университетов Шверте был ответственным в годы своей службы в СС.
Считался леволибералом, был постоянным членом жюри по вручению Международной премии им. Карла Великого. В 1978 г. вышел на пенсию.

### Разоблачение
По некоторым данным, информация о подлинной личности Шверте была найдена аахенским библиотекарем ещё в 1985 г., но, по согласованию с университетской администрацией, была сохранена в тайне. В 1992 г., при написании диссертации о журнале «Мировая литература», когда-то издававшемся СС, её автор, профессор Рейнско-Вестфальского технического университета, наткнулся на фотографии Ханса Шнайдера, в котором он узнал своего бывшего коллегу Ханса Шверте. В 1994 г. усилиями исследователей были обнаружены значительные совпадения в биографиях Шнайдера и Шверте, а из муниципалитета Хильдесхайма поступила информация, что между 1909 и 1911 гг. там не родилось ни одного Ханса Шверте. Кроме того, поиски по установлению личности Шверте предприняли нидерландские тележурналисты, занявшиеся изучением его роли в медицинских преступлениях. Телеразоблачения ненамного опередили явку с повинной Шверте в апреле 1995 г., в результате чего разразился скандал, и Шверте был лишён звания профессора, пенсии, а также прочих званий и наград. По словам Шнайдера/Шверте, он «денацифицировал сам себя».
Умер в доме для престарелых.

## Награды
- Орден «За заслуги перед Федеративной Республикой Германией» (1983, лишён в 1995)

## Сочинения
- Faust und das Faustische. Stuttgart : Klett, 1962.
- Denker und Deuter im heutigen Europa. Oldenburg : Stalling [1954-]
- Forscher und Wissenschaftler im heutigen Europa. Oldenburg : Stalling [1954-]
- Studien zum Zeitbegriff bei Rainer Maria Rilke. [o. O.], 1948.